# Christophe Rinero
Christophe Rinero (Moissac, Francia, 29 de diciembre de 1973) es un ciclista francés. 
Debutó como profesional en el año 1996 con el equipo Force Sud. Su mayor logro como profesional fue la cuarta plaza obtenida en el Tour de Francia 1998, además del maillot de la montaña.

## Palmarés
1996
- 1 etapa del Tour de l'Ain

1998
- 1 etapa de la Midi Libre
- Clasificación de la montaña del Tour de Francia
- 1 etapa del Tour de Limousin
- Tour del Porvenir, más 2 etapas

2002
- 1 etapa del Tour de Limousin

## Resultados en Grandes Vueltas y Campeonatos del Mundo
| Carrera         | Carrera         | 1996 | 1997  | 1998 | 1999 | 2000 | 2001 | 2002 | 2003 | 2004 | 2005 | 2006 | 2007 | 2008 |
| --------------- | --------------- | ---- | ----- | ---- | ---- | ---- | ---- | ---- | ---- | ---- | ---- | ---- | ---- | ---- |
|                 | Giro de Italia  | ―    | ―     | ―    | ―    | ―    | ―    | ―    | ―    | ―    | ―    | ―    | ―    | ―    |
|                 | Tour de Francia | ―    | 115.º | 4.º  | 79.º | ―    | Ab.  | ―    | ―    | 92.º | ―    | 40.º | 77.º | ―    |
|                 | Vuelta a España | ―    | Ab.   | ―    | Ab.  | ―    | ―    | ―    | ―    | ―    | ―    | ―    | ―    | ―    |
| Mundial en Ruta | Mundial en Ruta | ―    | ―     | ―    | ―    | ―    | ―    | ―    | Ab.  | 67.º | ―    | ―    | ―    | ―    |

―: no participa
Ab.: abandono